# Dauphin (Pennsylvanie)
Dauphin est un borough situé à l'ouest du comté de Dauphin, en Pennsylvanie, aux États-Unis,. En 2010, il comptait une population de 791 habitants. Il est incorporé le 31 mars 1845.

## Démographie
Lors du recensement de 2010, le borough comptait une population de 791 habitants. Elle est estimée, en 2019, à 368 habitants.

### Source de la traduction
- (en) Cet article est partiellement ou en totalité issu de l’article de Wikipédia en anglais intitulé « Dauphin, Pennsylvania » (voir la liste des auteurs).